# Miguel Puente
Miguel Puente Molins (Vigo, 17 de agosto de 1976) es un escritor español. Sus relatos han sido publicados en revistas, fanzines y e-zines, así como antologías colectivas de relatos de terror. Fue miembro de la Asociación Española de Escritores de Terror, denominada Nocte.

## Novelas
- 2013 - De dioses y hombres (novela), ISBN 978-84-480-0869-7

## Antologías propias
- 2011 - El Círculo de Krisky, ISBN 978-84-15156-22-2

## Antologías ajenas
- 2010 -  Aquelarre. Antología del cuento de terror español actual (Cuentos de Alfredo Álamo, Matías Candeira, Santiago Eximeno, Cristina Fernández Cubas, David Jasso, José María Latorre, Alberto López Aroca, Lorenzo Luengo, Ángel Olgoso, Félix Palma, Pilar Pedraza, Juan José Plans, Miguel Puente, Marc R. Soto, Norberto Luis Romero, Care Santos, José Carlos Somoza, José María Tamparillas, David Torres, José Miguel Vilar-Bou y Marian Womack. Salto de Página, Madrid, 2010; edición de Antonio Rómar y Pablo Mazo Agüero). ISBN 978-84-15065-02-9

## Relatos publicados
- 2011 - La ventana en el altillo en Los nuevos Mitos de Cthulhu, ISBN 978-84-15334-13-2
- 2010 - Por un mundo mejor en 10 Billetes para el fin del mundo, ISBN 978-84-15156-00-0
- 2010 - Sombra en Taberna espectral. Quince historias de fantasmas, ISBN 978-84-15104-57-7
- 2010 - Caries en Aquelarre. Antología del cuento de terror español actual, ISBN 978-84-15065-02-9
- 2010 - Kuchisakeonna en Calabazas en el trastero: Terror Oriental, ISBN 978-84-937457-8-3
- 2010 - Fuegos fatuos en Antología Z Vol.2. Nocte, ISBN 978-84-937544-6-4
- 2009 - El corazón delator: segunda parte en Calabazas en el trastero: Especial Poe, ISBN 84-9374-573-8
- 2008 - El batir de unas alas en Un portal de palabras II, ISBN 84-96013-71-1
- 2008 - El Círculo de Krisky en 13 Leyendas Urbanas, ISBN 84-935603-7-9
- 2008 - El tratado de Michael Ranft en Calabazas en el trastero: Entierros, ISBN 84-9886-370-3
- 2006 - El extraño caso de Elías Fosco en Paura Vol. 3, ISBN 84-96173-66-8
- 2006 - Ocûlus en Un portal de palabras, ISBN 84-611-2653-8

## Premios
- 2012 - Ganador del V Premio Liter de relato de terror con el cuento Dentro de mí  Archivado el 20 de junio de 2012 en Wayback Machine.
- 2008 - Finalista del Premio Domingo Santos con el relato Los siete cuervos
- 2007 - Finalista del I Concurso de Microrrelatos de Terror y Gore 07 de la Biblioteca Pau Vila de Molins de Rei con el relato Mi imaginación.
- 2006 - Ganador del III Certamen de Relato Joven con el relato El batir de unas alas.